# Rurzyca (dopływ Gwdy)
Rurzyca – struga w województwach wielkopolskim i zachodniopomorskim, długości ok. 25 km, prawy dopływ Gwdy, w całości płynie przez tereny leśne, dzięki czemu stanowi atrakcyjny szlak kajakowy.
Rurzyca ta przepływa przez jeziora: Krąpsko Małe, Krąpsko Długie, Trzebieszki, Krąpsko Łękawe (Krąpsko Górne), Krąpsko – Radlino (Krąpsko Średnie), Dębno (Dąb).
Strugą tą w 1978 roku, spłynął kajakiem ksiądz kardynał Karol Wojtyła, co upamiętnia niewielki pomnik nad jeziorem Krąpsko – Radlino (Krąpsko Średnie).
W 1993 szlakowi temu nadano imię Jana Pawła II.

## Rezerwaty przyrody
- „Diabli Skok” (u źródeł rzeki)
- „Dolina Rurzycy” (dziesięciokilometrowa rynna polodowcowa)
- „Smolary” (17 km od źródła, prawy brzeg)
- „Wielkopolska Dolina Rurzycy” (lewy brzeg, na wysokości rezerwatu „Dolina Rurzycy” po stronie zachodniopomorskiej)

Do 1945 r. poprzednią niemiecką nazwą rzeki była Rohra. W 1949 r. ustalono urzędowo polską nazwę Rurzyca.